# Trio (taal)
Het Trio (soms ook Tiriyó genoemd) is de taal van het inheems-Surinaams volk Trio dat zichzelf meestal tarëno noemt, wat zoveel betekent als "mensen van hier". Ze zijn ongeveer met 2.000 (in 2005) en leven verspreid in een aantal grotere en kleinere dorpen in het grensgebied van Suriname en Brazilië. De taal behoort tot de Caribische taalfamilie.
In 2014 werd gestart met het samenstellen van een woordenboek Trio-Nederlands en een idioomwoordenboek.